# Bruère (Cher)
Ancienne commune éphémère du Cher, Bruère a été supprimée dès 1790. Elle a fusionné avec La Celle, pour former la nouvelle commune de La Celle-Bruère.
Lorsqu'en 1880, cette nouvelle commune est scindée en deux parties, la partie de Bruère forme une nouvelle commune avec Allichamps, nommée Bruère-Allichamps.